# لعبة إبليس (مسلسل)
لعبة إبليس هو مسلسل تلفزيوني درامي إثارة وتشويق مصري، تم عرضه في شهر رمضان 1436 هـ/2015 ميلادي. المسلسل من إخراج شريف إسماعيل وأحمد جلال، سيناريو عمرو سمير عاطف، ومن كتابة إنجي علاء زوجة بطل المسلسل يوسف الشريف، والذي يشاركه في البطولة كل من شيري عادل، هبة مجدي، محمد رياض، فريال يوسف، وإيناس كامل.

## القصة
تدور أحداث المسلسل حول شقيقين توأم، أدهم وسليم، يختلفان تمامًا في الشخصية والتوجهات:
• سليم الطاووس: رجل أعمال ناجح يمتلك قناة فضائية، ويهتم بالسلطة والمال.
• أدهم الطاووس: ساحر محترف يتميز بمهارات مذهلة في الخداع البصري والعروض السحرية، لكنه يحمل داخله روحًا مظلمة.
يبدأ الصراع عندما يُقتل والد التوأم في ظروف غامضة، ليجد سليم نفسه وسط مؤامرات وخطط تُحاك من حوله. من ناحية أخرى، يسعى أدهم للانتقام والسيطرة على كل شيء باستخدام ذكائه وقدراته السحرية، ليبدأ لعبة خطيرة بين الخير والشر.
تتصاعد الأحداث في إطار من الغموض والتلاعب النفسي، حيث يكتشف المشاهد أن كل شيء قد لا يكون كما يبدو، وأن هناك قوى خفية تحرك الأحداث.
المسلسل يتميز بنهايته المفاجئة والصادمة، حيث تنكشف الحقائق بشكل غير متوقع، مما جعله من أبرز المسلسلات التي قدمها يوسف الشريف في عالم الإثارة والتشويق

## الممثلين
- يوسف الشريف بدور «سليم المهدي» رجل الأعمل ومدير مجموعة إعلامية رائدة، ودور «أدهم المهدي» ساحر وأخو سليم من نفس الأب، ويبحث عن حقه في ميراث أبيه بعد وفاته.
- شيري عادل بدور «مروة» سكرتيرة سليم المهدي، والتي سبقت أن قتلت زوج والدتها، مما يدفع شقيق أدهم للإتفاق معها على قتل شقيقه.
- فريال يوسف بدور «سلمى النمر»، إعلامية تعمل في مجموعة المهدي الإعلامية "dmc".
- محمد رياض بدور المحامي طلعت، صديق سليم المهدي ومحاميه الشخصي والشركة.
- تميم عبده بدور مدير قناة العهد المنافسة لقناة المهدي.
- أميرة العايدي رئيسة إحدى قنوات مجموعة المهدي الإعلامية.
- هبة مجدي بدور ريم، زوجة سليم المهدي.
- صبري عبد المنعم بدور تاجر ممنوعات.
- إيناس كمل بدور سالي، موظفة في النادي الليلي الذي يقدم فيه أدهم عروضه السحرية.
- إنجي أبو زيد بدور سارة، قريبة سليم المهدي
- دنيا المصري بدور صحفية ومذيعة تعمل في قناة مشهورة، وتتعرض لحرب من أشخاص كثيرون حولها، إلا أنها تكمل طريقها بمجهودها وحماسها في العمل.
- عفاف رشاد بدور والدة أدهم المهدي.
- نيرة عارف
- محمد سليمان بدور الضابط سامح.
- عمر السعيد بدور مدحت.
- رجوى حامد بدور نسرين.
- محمود الباز بدور المخرج علي.
- احمد بسيم بدور شادي.

## الحلقات
| حلقة رقم | الاسم | إخراج        | تأليف                     | تاريخ البث الأصلي | عدد المشاهدين (على اليوتيوب داخل مصر) |
| --- | ----- | ------------ | ------------------------- | ----------------- | ------------------------------------- |
| 1 | TBA   | شريف اسماعيل | إنجي علاء، عمرو سمير عاطف | 17 يونيو 2015     | 412,071                               |
| يفقد سليم المهدي والده عادل المهدي أحد أباطرة الإعلام والمال، بعد تعرضه لأزمة صحية نُقل على إثرها المستشفى. وبعد وفاة عادل المهدي، يواجه سليم أزمة جديدة مع شقيقه "أدهم" من والده من زواج عرفي، والذي يجيد فنون السحر، وتأتي الأزمة بسبب الميراث. |       |              |                           |                   |                                       |
| 2 | TBA   | شريف اسماعيل | إنجي علاء، عمرو سمير عاطف | 18 يونيو 2015     | 447,788                               |
| تبادل الأخوان سليم وأدهم التهديدات، وتطور الأمر إلى تلفيق التهم لبعضهما حتى ينال كل منهما مراده، فالأول يسعى لإبعاد الثاني من الوجود، والأخير يسعى للحصول على حقوقه. ويوافق أدهم على العمل مع تاجر مخدرات، لإمتلاكه لعلاقات بشخصيات كبيرة في وزارة الداخلية، استغلها في الحصول على ملفات تخص عائلة المهدي، وبعدها فوجئ سليم بحضور أحد ضباط المباحث يخبره بأن والده لم يمت ميتة طبيعية، وأنه متهم بقتله. |       |              |                           |                   |                                       |
| 3 | TBA   | شريف اسماعيل | إنجي علاء، عمرو سمير عاطف | 19 يونيو 2015     | 241,316                               |
| وضع أدهم كيس أعشاب سامة في منزل أخيه سليم، وتم تبديل تقرير الطبيب الشرعي الخاص بوالده، وكُتب فيه أن والده عادل المهدي توفي نتيجة إصابته بأزمة قلبية سببها هذه الأعشاب. المحامي طلعت تدخل وأنهى أزمة سليم، وأرسل لأدهم كيسا كبيرا من نفس نوع الأعشاب وأبلغ عنه، ليتم استدعاؤه للتحقيق معه في النيابة، وهناك اكتشف أن هذه الأعشاب مجرد ملين غير سام. |       |              |                           |                   |                                       |
| 4 | TBA   | شريف اسماعيل | إنجي علاء، عمرو سمير عاطف | 20 يونيو 2015     | 210,068                               |
| يتأمر أدهم مع مروة سكرتيرة أخيه لقتل سليم أخيه التوأم، ويستغل أدهم في الاحداث جريمتي قتل قامت بهما مروة في الماضي، الأولى قتل زوج أمها الذي حاول الاعتداء عليها وحبيبها الذي خانها مع أخرى. بينما يواصل سليم مشروعه في إطلاق 3 قنوات فضائية جديدة ، ويدخل في مشاركة مع صاحب قناة وكالة إعلامية أجنبية. |       |              |                           |                   |                                       |
| 5 | TBA   | شريف اسماعيل | إنجي علاء، عمرو سمير عاطف | 21 يونيو 2015     | 165,203                               |
| تقوم مروة بقتل سليم صاحب القناة الفضائية الذي تعمل لديه كسكرتيرة، بعد محاولتان فشلت فيهما. وتحت تهديده لها أصر أدهم أخو سليم أن تُجرب مروة للمرة الثالثة قبل أن يغير خطته في اللحظة الأخيرة، غير أن مروة تكون قد قتلت سليم آنذاك. |       |              |                           |                   |                                       |
| 6 | TBA   | شريف اسماعيل | إنجي علاء، عمرو سمير عاطف | 22 يونيو 2015     | 83,331                                |
| قناة أي إم سي المملوكة لسليم المهدي تبث خبر وفاته نتيجةً لأزمة قلبية، وبعد ساعات قليلة من بث سلمى النمر ذلك الخبر على التلفزيون جلست مع المحامي طلعت لتعرض شراء القناة مقابل 80 مليون. بينما أخبر طلعت أدهم بأنه قد صار الوريث الشرعي لعائلة المهدي. إلى ذلك، يأتي النقيب سامح الشربيني إلى أدهم ليتهمه بشكل غير مباشر بقتل أخيه سليم واشتراك السكرتيرة مروة معه. وفي أثناء تسليم المحامي لأدهم شركات المهدي تظهر ريم صالح زوجة سليم والوريثة الشرعية. |       |              |                           |                   |                                       |
| 7 | TBA   | شريف اسماعيل | إنجي علاء، عمرو سمير عاطف | 23 يونيو 2015     | TBD                                   |
| تظهر المفاجأة بأن ريم صالح هي حبيبة أدهم، وأنه قد تم التخطيط لذلك حتى يكون هناك طريق جديد للاستحواذ على الميراث حال حدوث أي أزمة تعطل استعادة أدهم ثروة والده. ويفاجئ المحامي طلعت بهما يجلسان معًا في مكتب سليم، وما أدهشه تأكيد أدهم أنهما اتفقا على تقسيم التركة، والاشتراك في إدارة القناة. وتبدأ ريم وأدهم مهام منصبهما بعقد اجتماع مع رؤساء الأقسام، وبعد ذلك وخلال جلسة جمعتهما تحدثت ريم بشأن مستقبلها، ليؤكد أدهم أنه فور انتهاء شهور العدة سيعلن زاوجه بها، وهو ما سمعته السكرتيرة مروة. وفي سياق آخر، فوجئت دينا، مديرة قناة أي إم سي، باختفاء شرائط ومواد مهمة خاصة بالمحطة، وهو الأمر الذي زاد من حالة البلبلة التي تعيشها مؤسسة المهدي، فيما كان رئيس قناة العهد المنافسة، هو من قام بسرقة هذه المواد.                                                                                           |       |              |                           |                   |                                       |
| 8 | TBA   | شريف اسماعيل | إنجي علاء، عمرو سمير عاطف | 24 يونيو 2015     | TBD                                   |
| فلاش باك للقاء الأول بين ريم صالح وأدهم، تكشفت خلاله ريم بداية تعارفها بسليم وزواجها منه سرًا وكيف بدأت المشاكل بينهما والتي انتهت بتهديدها بالطلاق، وهو ما دفعها للتآمر مع أدهم ضد أخيه، حتى تحصل على حقوقها. المقدم سامح الشربيني تمكن من معرفة الشخص الذي قام بسرقة المواد الفيلمية من مكتبة قناة المهدي، والتي سرقها لصالح رجل الأعمال جلال صلاح الدين، صاحب قناة العهد، فيما قام الأخير بزيارة قناة المهدي وجلس مع أدهم، وطلب منه نسيان الخلافات التي كانت بينه وبين سليم قبل وفاته، بل عرَض عليه إعادة المواد المسروقة، لكن أدهم فاجأه باستعادتها. أدهم طلب من دينا، مديرة القناة، عودة ابنة عمه سارة للعمل في القناة، كما أبدى رغبته في أن تكون في مكان قريب من مكتبه، حيث كشف عن إعجابه بها، وأنه يبحث عن وسيلة للتقرب منها، وعقب عودته إلى المنزل فوجئ بوجود السكرتيرة مروة، الأمر الذي أصابه بالدهشة. |       |              |                           |                   |                                       |
| 9 | TBA   | شريف اسماعيل | إنجي علاء، عمرو سمير عاطف | 25 يونيو 2015     | TBD                                   |
| يثير برنامج السحر الذي ينوي أدهم عرضه على قناة المهدي غضب عدد كبير من العاملين، خاصة المذيعة سلمى النمر، التي أبدت استياءها من تقديم هذه النوعية من البرامج. وترفض سلمى النمر قيام أدهم بتعيين سالي، حبيبة صديقه مدحت، في قسم الموارد البشرية، خاصة في ظل عدم وجود خبرات لديها في هذا المجال، حيث إن آخر مكان عملت به هو بار، ويفاجئ أدهم بالسكرتيرة مروة في منزله، حيث أخبرته بأنها سمعته حينما أكد لريم صالح أنه سيتزوج منها، وهددته بالقتل حال غدره بها، وواصل المقدم سامح الشربيني التنقيب وراء أدهم للتحري حول مقتل أخيه وأبيه. |       |              |                           |                   |                                       |
| 10 | TBA   | شريف اسماعيل | إنجي علاء، عمرو سمير عاطف | 26 يونيو 2015     | TBD                                   |
| يتخذ أدهم قرارت صارمة، عقب الاجتماع الطارئ الذي عقده عندما فوجئ بتآمر موظفى القناة ضده، ورفضهم تنفيذ برنامجه. وحين اعترضوا على تهديداته، صدمهم بمعرفته أسرارا كثيرة عنهم، وبينما أصر المدير المالي على موقفه، قابل أدهم ذلك بطرده من القناة. في الوقت الذي أكد فيه المحامي طلعت للمذيعة سلمى النمر أن البرنامج لن يذاع، وأنه حرض أحد الأشخاص على إقامة دعوى قضائية لإيقاف البرنامج. حاول طلعت وسلمى تعطيل إذاعة برنامج أدهم، بإطالة مدة برنامج الأخيرة، الأمر الذي أغضب أدهم، وطلب من معاونيه قطع البث وإنهاء برنامجها، ليفاجأ الجميع بالنقل إلى برنامج السحر، فتأتي المفاجأة بظهور سليم. |       |              |                           |                   |                                       |
| 11 | TBA   | شريف اسماعيل | إنجي علاء، عمرو سمير عاطف | 27 يونيو 2015     | TBD                                   |
| يقطع أدهم البث على برنامج سلمى النمر، ليفاجئ الجميع بدخلة مذهلة، من خلال ظهور أخيه المتوفى سليم، ويتحدث بعبارات كان قد قالها قبل رحيله بأن القناة هدفها تقديم محتوى جيد وأيضًا هي مشروع تجاري هدفه الربح. سحر أدهم أخفى سليم مرة أخرى، وقدم عروضًا مبهرة سواء للجماهير أو لموظفي القناة، بينما أغضب سلمى النمر، خاصة بعدما انصرف المعلنون من برنامجها وذهبوا إلى برنامج أدهم، وكذلك تهافت عليه عدد كبير من الرعاة، بعد النجاح الساحق الذي حققه. فيما قدم فقرة المرايا التي، حيث يقف أمامها الشخص ليبوح بأسراره، مستخدمًا أياها لتوجيه صفعة لسلمى النمر، عبر استضافة شريكها في أحد المصانع، ليكشف الأخير عن فساده، الأمر الذي أثر على أعماله وبالتالي على المذيعة الشهيرة. |       |              |                           |                   |                                       |
| 12 | TBA   | شريف اسماعيل | إنجي علاء، عمرو سمير عاطف | 28 يونيو 2015     | TBD                                   |
| 12 | TBA   | شريف اسماعيل | إنجي علاء، عمرو سمير عاطف | 28 يونيو 2015     | TBD                                   |